# 우후루 케냐타
우후루 무이가이 케냐타(스와힐리어: Uhuru Muigai Kenyatta, 1961년 10월 26일~)는 케냐의 정치인으로, 2013년부터 케냐의 대통령을 역임하고 있다.
우후루는 2002년부터 2013년까지 가툰두 남부의 국회의원을 지냈다. 2007년부터 2013년까지 부총리를 지냈다. 현재 그는 케냐의 주빌리당의 당원이자 당수로서 그 이후 인기가 줄어들었다. 우후루는 케냐 아프리카 민족동맹(KANU)에 소속되어 있으며, 2013년 총선에서 자신의 당선을 위해 선거운동을 한 연합 정당 중 하나이며, 이후 윌리엄 루토의 통합공화당(URP)과 합당하여 주빌리당을 창당했다.
케냐의 초대 대통령 조모 케냐타와 그의 네 번째 부인 응기나 케냐타의 아들이다. 그는 1991년 마거릿 케냐타와 결혼했다. 두 아들 조모와 무호, 딸 응기나 등 세 명의 자녀를 두고 있다.
우후루는 2017년 8월 총선에서 54%의 득표율을 기록하며 2기이자 마지막 임기에 재선되었다. 이번 승리는 와풀라 체부카티 독립 선거 및 경계 위원회 의장에 의해 국영 TV를 통해 공식적으로 선언되었다.
그러나 우후루의 당선은 케냐 대법원에서 그의 주요 경쟁자인 라일라 오딩가에 의해 도전받았다. 2017년 9월 1일, 헌재는 대통령 선거 무효를 선언하고, 판결일로부터 60일 이내에 새로운 대통령 선거가 실시되도록 명령했다. 10월 26일, 39.03%의 선거인단 참여로 새 대통령 선거가 치러졌다.

## 어린 시절

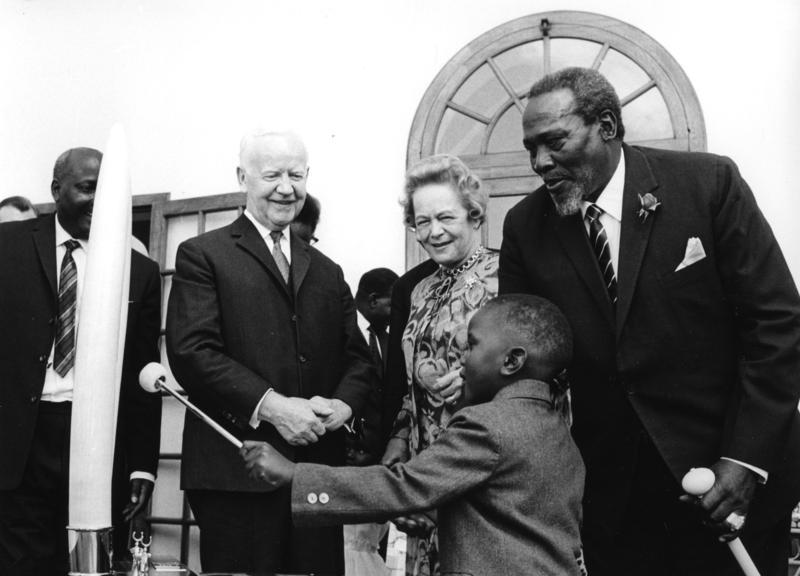
우후루는 그의 아버지와 서독 대통령 하인리히 륍케와 함께 만났다.

우후루 케냐타는 1961년 10월 26일 케냐의 초대 대통령 조모 케냐타와 그의 네 번째 부인 응기나 케냐타 사이에서 장남으로 태어났다. 둘째인 두 여동생 크리스틴 (1953년생), 안나 뇨카비 (1963년생), 남동생 무호 케냐타 (1965년생)가 있다.
그의 가족은 반투족인 키쿠유족 출신이다. 그의 이름 "우후루(Uhuru)"는 "자유"를 뜻하는 스와힐리어에서 온 것으로 케냐의 독립을 예상하고 붙여진 이름이다. 우후루는 나이로비에 있는 세인트 메리 학교에 다녔다. 1979년부터 1980년까지 케냐 상업은행에서 잠시 직원으로 일하기도 했다.
세인트루이스에 다닌 후. 우후루는 미국 애머스트 칼리지에서 경제학, 정치학, 행정학을 공부했다. 졸업 후 케냐로 돌아와 윌햄 케냐 유한회사를 설립하여 농산물을 수출했다.
2001년 우후루는 국회의원으로 지명되었고, 이후 대니얼 아랍 모이 대통령 하에서 지방정부 장관이 되었다. 케냐타는 2002년 12월 대선에 KANU 후보로 출마했으나 야당인 음와이 키바키 후보에게 큰 표차로 패했다. 그 후 그는 의회에서 야당 대표가 되었다. 그는 혼을 지지했다. 음와이 키바키는 2007년 12월 대통령 선거에서 재선에 성공했으며 2008년 1월 음와이 키바키 전 대통령에 의해 지방정부 장관에 임명됐다.
그 후 우후루 케냐타는 2009년부터 2012년까지 부총리로 재직하면서 재무부 장관을 지냈다. 국제형사재판소(ICC)가 2007년 선거의 폭력적 여파와 관련하여 반인륜적 범죄를 저질렀다고 비난하자, 그는 2012년 1월 26일 재무장관직을 사임했다. 2013년 3월 대통령 선거에서 라일라 오딩가를 근소한 차이로 누르고 대통령에 당선되었다.

## 대통령직

우후루 케냐타의 대통령 표준

취임 연설에서 우후루는 비전 2030을 통한 경제 혁신, 모든 케냐인들의 화합, 무료 모성 양육, 그리고 모든 케냐인들에게 봉사할 것을 약속했다. 그는 또한 케냐의 교육 수준을 향상시키겠다고 약속했다. 6월 1일 독립 기념일인 마다라카의 날 기념일 동안 우후루 케냐타 대통령은 모든 공공 보건 시설에서 무료 산모를 돌보겠다고 발표하여 많은 케냐인들에게 환영을 받았다.
2017년 9월 1일, 케냐 대법원은 우후루 케냐타의 재선을 무효화하였다. 그 결과 다시 한번 선거를 치러야 할 필요성이 생겼다. 2017년 10월 26일로 예정되어 있었다. 재선이 끝난 후 우후루 케냐타가 다시 한번 승자로 떠올랐다.
2017년 11월 28일 두 번째 대통령 임기를 위해 취임 선서를 했다.
2021년에는 가뭄이 다시 한번 피해를 주고 있다. 유엔에 따르면, 465,000명 이상의 5세 미만의 어린이들이 영양실조에 걸려 있다고 한다. 식량 불안은 250만 명 이상의 사람들에게 영향을 미친다. 우후루 케냐타는 "국가적인 재난"을 언급했다. 그러나 그는 인도주의적 대응이 느리고 계획이 부족하다는 비판을 받고 있다.
나이로비의 무쿠루 콰 옌가 슬럼은 2021년 10월 도로 확장에 길을 내기 위해 파괴되고 있으며, 하룻밤 사이에 4만 명의 이재민이 발생했으며 대체 숙박시설도 마련되지 않았다.

### 과제들
그의 주요 과제로는 높은 생활비, 증가하는 공공부채, 높은 공공임금 청구서, 그리고 그의 정부와 가까운 사람들 사이의 부패 혐의 등이 있다. 2017년 총선과 그 폭력 역시 그의 대통령직뿐만 아니라 동아프리카 국가의 미래를 위협한 도전이다.

## 해외여행
2020년 11월, 그는 전임 대통령들에 비해 케냐의 가장 많은 순방을 한 대통령이라는 사실이 밝혀졌다. 우후루 케냐타는 2013년 취임 이후 약 3년 동안 43차례 국외로 나갔는데, 전임 음와이 키바키가 10년간 33차례나 국외로 나갔던 것과 비교된다. 대통령의 전략 커뮤니케이션 부서는 이 여행들이 납세자들의 재정 지원보다 더 많은 결과를 낳았다고 말하며 이 여행을 옹호했다.

## 재산
2021년 10월 판도라 페이퍼스의 유출 사건에서 케냐타의 이름이 언급되었다. BBC는 "파나마와 영국령 버진아일랜드 등 조세피난처에 있는 14개 법무법인과 용역업체들의 기록보관소에서 수십만쪽에 달하는 행정서류 가운데 케냐타 부부의 주식과 채권을 보유한 회사를 포함한 역외 투자가 발견됐다"고 보도했다.

## 지지율
그의 정부 출범 첫해는 대중들로부터 낮은 평가를 받았다. 이것은 시노베이트가 실시한 여론조사에서 국민의 절반 이상이 정부의 국정운영 방식에 불만족스러워한 것으로 나타난 이후이다. 같은 여론조사에서 대통령직은 언론 다음으로 신뢰도가 높은 기관으로 평가되었다. 2014년 10월 ICC 사건으로 헤이그에 모습을 드러낸 후 시노베이트의 여론조사에 따르면 그의 지지율은 71%로 향상되었다. 2014년 8월 갤럽이 실시한 여론조사에서 보츠와나의 이언 카마와 말리의 이브라임 부바카르 케이타에 이어 아프리카 대통령 중 세 번째로 높은 지지율을 기록했다. 인포트랙 여론조사에 따르면 2015년 일부 정부 인사들에 대한 부패 의혹으로 인해, 그의 여론조사는 33%로 그의 최저 지지율로 떨어졌다. 그러나 2017년 2월까지 그의 여론조사 수치는 57%로 증가했다. 2018년 그의 여론조사 수치는 부패 척결을 위한 새로운 노력에 비추어 74%로 증가할 것이다.

## 역대 선거 결과
| 선거명      | 직책명        | 대수 | 정당                   | 득표율 | 득표수      | 결과 | 당락 |
| ----------- | ------------- | ---- | ---------------------- | ------ | ----------- | ---- | ---- |
| 2002년 선거 | 케냐의 대통령 | 3대  | 케냐 아프리카 민족동맹 | 31.32% | 1,835,890표 | 2위  | 낙선 |
| 2013년 선거 | 케냐의 대통령 | 4대  | 전국동맹               | 50.51% | 6,173,433표 | 1위  |      |
| 2017년 선거 | 케냐의 대통령 | 4대  | 주빌리당               | 54.17% | 8,223,369표 | 1위  |      |
| 2017년 선거 | 케냐의 대통령 | 4대  | 주빌리당               | 98.26% | 7,483,895표 | 1위  |      |

## 같이 보기
- 케냐의 국가 원수 목록